# (18393) 1992 QB
(18393) 1992 QB es un asteroide perteneciente al cinturón de asteroides, región del sistema solar que se encuentra entre las órbitas de Marte y Júpiter, descubierto el 19 de agosto de 1992 por Robert H. McNaught desde el Observatorio de Siding Spring, Nueva Gales del Sur, Australia.

## Designación y nombre
Designado provisionalmente como 1991 QB. 

## Características orbitales
1992 QB está situado a una distancia media del Sol de 2,370 ua, pudiendo alejarse hasta 2,906 ua y acercarse hasta 1,833 ua. Su excentricidad es 0,226 y la inclinación orbital 24,121 grados. Emplea 1332,27 días en completar una órbita alrededor del Sol.
Pertenece a la familia de asteroides de (25) Phocaea.

## Características físicas
La magnitud absoluta de 1992 QB es 14,42. Tiene 3,855 km de diámetro y su albedo se estima en 0,248. 